# Antoine Laurent de Jussieu
Antoine Laurent de Jussieu (født 12. april 1748 i Lyon, død 17. september 1836 i Paris) var en fransk botaniker.
Jussieu fastslog et naturligt vækstsystem som kan anses for at være en videreudvikling og forbedring af Linnés system. Jussieu var den første til at beskrive mange vækstfamilier. Hans mest kendte værk er Genera plantarum fra 1789. Fra 1770 til 1826 var Jussieu professor ved Jardin des Plantes i Paris.
Jussieu indvalgtes i 1788 som udenlandsk medlem nummer 142 af Kungliga Vetenskapsakademien.
Hans søn Adrien de Jussieu var også botaniker og overtog i 1826 ledelsen af Jardin des Plantes.